# Funkcionář
Funkcionář, držitel funkce nebo úřadující osoba je člověk zastávající určitou funkci nebo pozici, obvykle ve vztahu k volbám nebo v nějaké organizaci podle její právní formy spojenou s významnými pravomocemi. V některých situacích nemusí v době voleb do této funkce existovat zavedený (zvolený nebo jmenovaný) řídící subjekt, v takovém případě je funkce považována za neobsazenou nebo otevřenou. Ve Spojených státech se volby na prázdnou nebo uvolněnou pozici označují jako otevřené křeslo nebo otevřená soutěž (an open seat, open contest).
Synonyma: činovník, představitel, zástupce, (hanlivě) bafuňář, (v politice) papaláš.

## Politika
Obecně platí, že úřadující subjekt má politickou výhodu před svými vyzyvateli ve volbách. Kromě případů, kdy je načasování voleb stanoveno ústavou nebo právními předpisy, mívá úřadující osoba možnost určit nebo ovlivnit datum voleb. U většiny politických úřadů se současný funkcionář těší většímu uznání díky své předchozí práci v kanceláři. Mívá také snazší přístup k financování kampaní a k veřejným zdrojům, které lze nepřímo použít k podpoře znovuzvolení současného vedoucího funkcionáře.
Když se o otevřenou pozici uchází nováček, mají voliči tendenci relativně přímým způsobem porovnávat kvalifikace kandidátů, postoje k politickým otázkám a osobní charakteristiky. Naopak volby s účastí úřadující osoby jsou, jak říká Guy Molyneux, „v zásadě referendem o tomto úřadujícím".
Voliči nejprve zkoumají údaje o držiteli úřadu. Pouze pokud se rozhodnou nepodporovat současného funkcionáře, začnou hodnotit, zda je některý z jeho vyzyvatelů přijatelnou alternativou. Studie časopisu British Journal of Political Science z roku 2017 tvrdí, že výhoda úřadující osoby vychází ze skutečnosti, že voliči posuzují ideologii držitele funkce jako jedince přičemž předpokládají, že jakýkoli jeho vyzyvatel se bude chovat podle ideologie své strany. 
To znamená, že výhoda "být ve funkci" se zvyšuje s rostoucí politickou polarizací.

## Podnikání, obchodní vztahy
Ve vztahu k obchodním operacím a konkurenci má dodavatel, který v současné době plní potřeby zákazníka, výhodnou pozici ve vztahu k zachování této role nebo odsouhlasení nové smlouvy ve srovnání s konkurenčními podnikateli.